# Lithocarpus jenkinsii
Lithocarpus jenkinsii (Benth.) C.C.Huang & Y.T.Chang – gatunek roślin z rodziny bukowatych (Fagaceae Dumort.). Występuje naturalnie w północno-wschodnich częściach Indii i Mjanmy oraz południowych Chinach (w południowo-zachodniej części Junnanu). 

## Morfologia
PokrójZimozielone drzewo dorastające do 10 m wysokości.
LiścieBlaszka liściowa jest skórzasta i ma eliptyczny lub owalnie eliptyczny kształt. Mierzy 25–30 cm długości oraz 8–10 cm szerokości, jest całobrzega, ma klinową nasadę i ostry wierzchołek. Ogonek liściowy jest nagi i ma 30 mm długości.
OwoceOrzechy o niemal kulistym kształcie, dorastają do 25–35 mm średnicy. Osadzone są pojedynczo w miseczkach o niemal kulistym kształcie, które mierzą 35–45 mm średnicy. Orzechy są całkowicie otulone w miseczkach.

## Biologia i ekologia
Rośnie w wiecznie zielonych lasach. Występuje na wysokości około 1500 m n.p.m. Owoce dojrzewają od czerwca do sierpnia.